# Рикардо Шаи
Рика̀рдо Шаѝ (собственото име на италиански, фамилията на френски: Riccardo Chailly) е италиански диригент от френски произход.

## Биография
Роден е на 20 февруари 1953 г. в Милано в семейството на музиканти. Учи се на композиции от своя баща, композитора Лучано Шаи (1920 – 2002). Следва в музикалните консерватории в Перуджа, Сиена и Милано. На 20-годишна възраст става асистент на Клаудио Абадо в миланската Ла Скала. Дебютира като диригент през 1978 г.

## Музикално ръководство
През периода 1982 – 1989 г. е ръководител на Немския симфоничен оркестър в Берлин, от 1982 г. до 1985 г. е главен поканен диригент на Лондонския филхармоничен оркестър. От 1988 до 2004 ръководи оркестър Концертгебау. От 2005 г. е главен диригент на Лайпцигския оркестър Гевандхаус в Лайпциг.

## Признание
Кавалер на Ордена на Големия кръст (Италия, 1998), почетен член на Кралската музикална академия в Лондон.